# Chaflán (arquitectura)

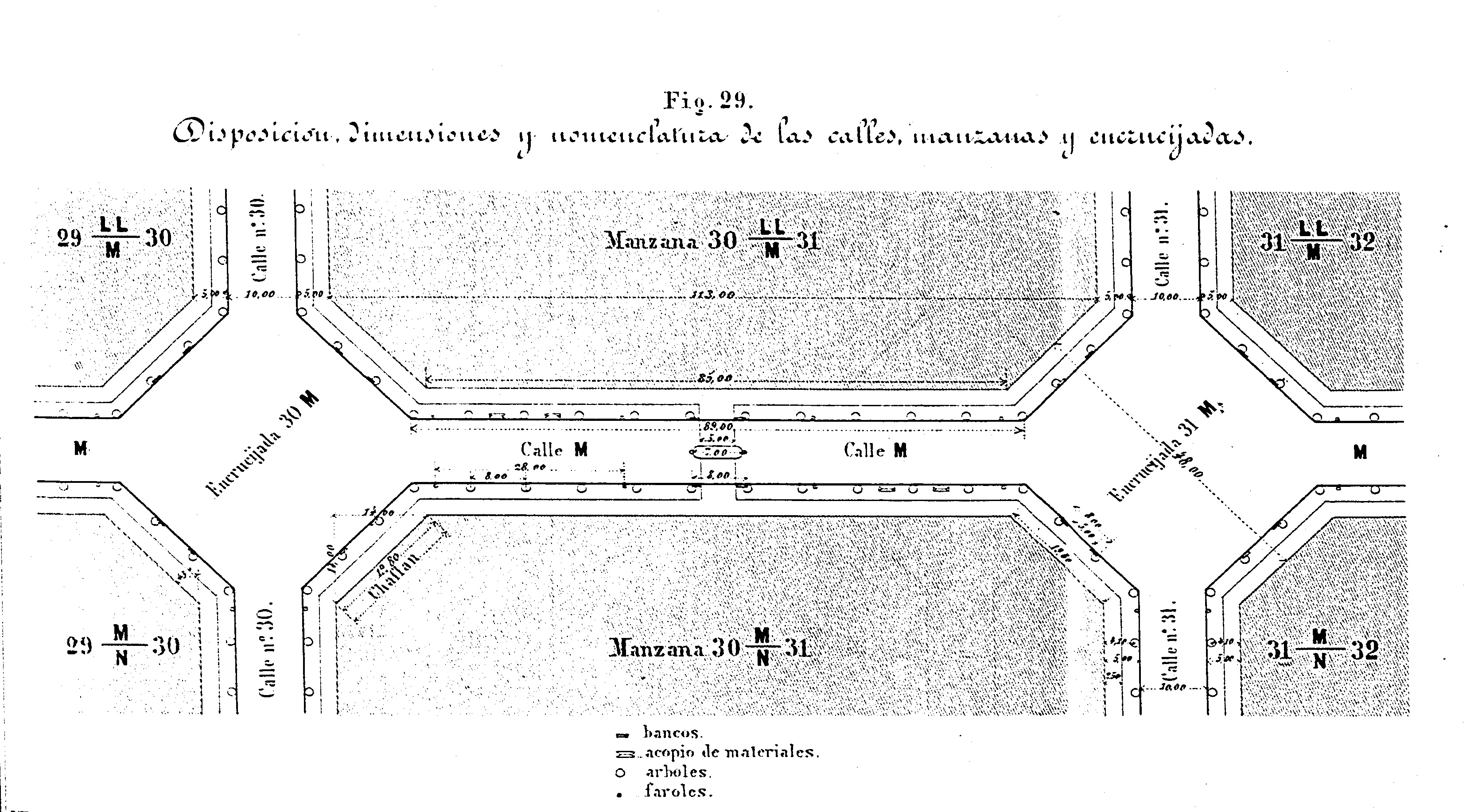
Plan Cerdá: achaflanamiento de las esquinas en las manzanas.

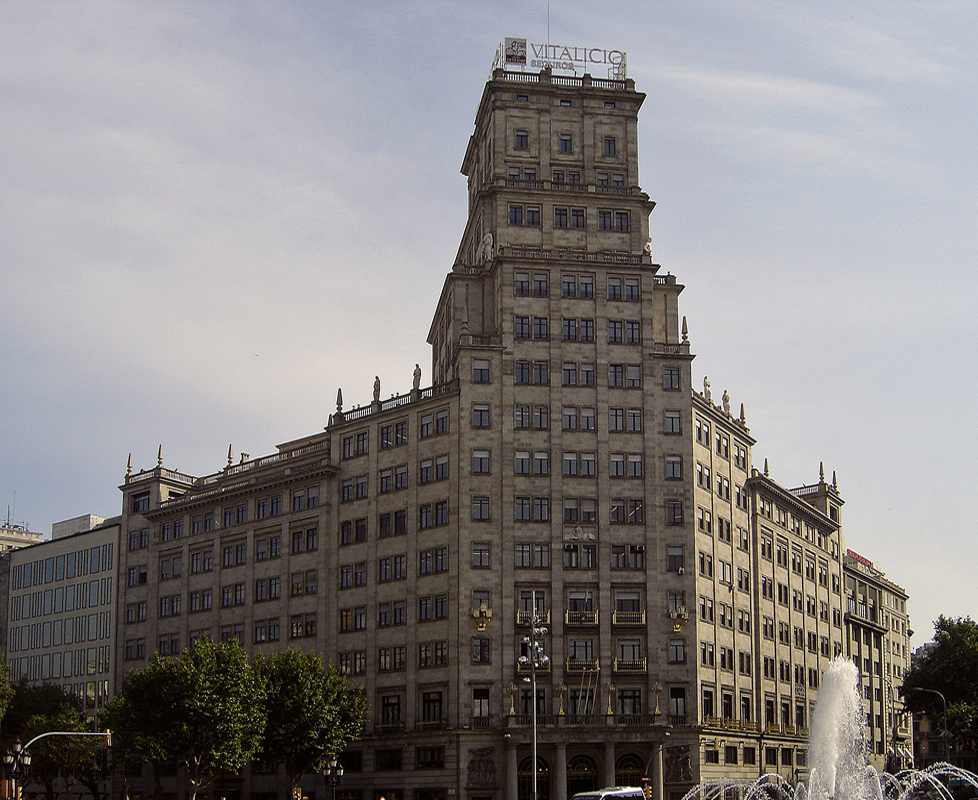
Edificio del Banco Vitalicio en Barcelona, edificado sobre una parcela con chaflán.

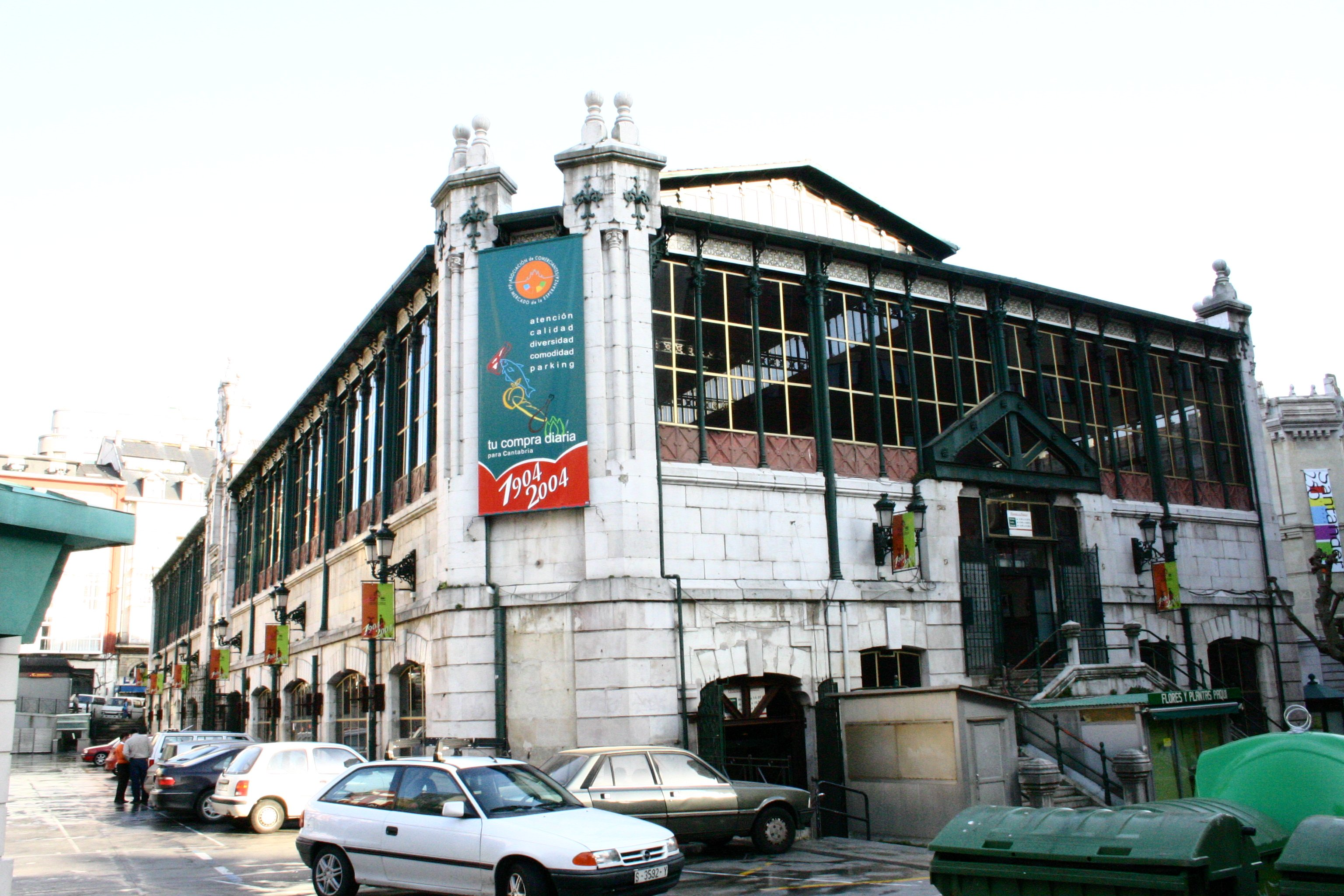
Mercado de la Esperanza en Santander, donde el chaflán articula las fachadas y permite que cada una tenga su remate esquinero independiente.

Un chaflán u ochava  es un recurso urbanístico que consiste en unir con una línea oblicua los lados de las manzanas en sus esquinas, eliminándose estas, con el objetivo de mejorar la circulación y su visibilidad y ampliar los cruces, lo que provoca que las parcelas situadas en esos lugares tengan circunstancias físicas especiales. El chaflán es un recurso propio de los ensanches españoles, como los de Barcelona, La Coruña, Gijón y Carrión. Destaca la teorización que de ellos hizo Ildefonso Cerdá en su Teoría General de la Urbanización. 
También en urbanismo, el chaflán es un recurso de modulación utilizado junto a otros para variar la planimetría y crear distintos efectos acústicos en las ciudades, cuya diversidad no existiría en calles totalmente homogéneas de superficies planas paralelas.
Igualmente pero a menor escala, el chaflán es el acto de eliminar las esquinas de un objeto con un nuevo plano oblicuo a los dos originales, persiguiendo distintos objetivos. Por ejemplo, las piezas de piedra, madera u hormigón, suelen achaflanarse para evitar el desgaste o rotura de las aristas, así como para evitar daños a las personas por eventuales golpes o roces. Para encofrar el hormigón creando estos chaflanes se utilizan unas piezas llamadas berenjenos.
El chaflán tiene un propósito funcional en la estabilización de piezas que necesitan ajustarse entre sí. Cuando se ensamblan dos piezas en un ángulo recto, la esquina puede ser un punto débil en la estructura, especialmente si las piezas están sujetas a fuerzas o vibraciones. Al crear un chaflán en la esquina, se aumenta el área de contacto entre las piezas, lo que proporciona una mayor superficie de unión y mejora la resistencia de la unión. Además, el chaflán también puede facilitar el proceso de ensamblaje al permitir que las piezas se ajusten con mayor facilidad y precisión. Por lo tanto, el chaflán es una técnica muy útil en la fabricación y en la ingeniería, donde se requiere una unión sólida y estable entre piezas.

## Historia
El chaflán es un recurso arquitectónico conocido desde antiguo. El pazo de Fondevila (Galicia, 1660) es un ejemplo de ello, donde el chaflán soluciona la unión de dos fachadas; el escudo de armas se colocó sobre él, de manera que puede apreciarse desde ambas. Esta característica de los chaflanes ha sido aprovechada en tiempos más recientes; así, en el edificio del Banco Vitalicio de Barcelona (Lluís Bonet Garí, 1937-1946) se coloca una torre o rascacielos sobre el chaflán, de manera que puede apreciarse desde las dos calles que convergen en él.
La primera generalización del uso del chaflán u ochava se dio en toda la Argentina como resultado del decreto del Ministro de Gobierno en 1821 “Edificios y calles de las ciudades y pueblos”, del 14 de diciembre de 1821. Casi 4 décadas más tarde se generaliza por primera vez en España gracias a Ildefonso Cerdá, que había estudiado el caso de Buenos Aires y sus chaflanes para la redacción de su obra "Teoría de la construcción de las ciudades, vol. 1". Barcelona, 1859 y lo replica en su diseño planimétrico para Barcelona (1856), conocido como Plan Cerdá, donde los chaflanes son tan largos como anchas las calles convencionales (20 metros), para permitir el giro no pronunciado de los vehículos, pues pasan de tener que girar en ángulo recto a hacerlo en obtuso. Además, permitía un mejor visibilidad de las vías adyacentes, y tenía la ventaja adicional de que desahogaba el tráfico en las intersecciones al darles una superficie adicional. El chaflán fue copiado por otros ensanches urbanos españoles, generalizándose en la península ibérica.
Los chaflanes también estuvieron presentes en la arquitectura rural franquista. Así, en Castilla-La Mancha el acto de crear un chaflán generaba ensanchamientos viarios que se utilizaban para colocar fuentes y abrevaderos.

## Problemática del chaflán
Si bien el chaflán puede ser un recurso urbanístico valioso en muchos aspectos, genera un inconveniente desde el punto de vista arquitectónico, pues cuando viene impuesto por el planeamiento obliga a que los edificios se adapten a su forma, no pudiendo generar encuentros a 90°. Esto produce la deformación planimétrica de los espacios interiores por la forma exterior. Este problema puede ser utilizado positivamente por el arquitecto o paliarse e incluso eliminarse. Ejemplo de esto último es la casa Milá de Gaudí, donde la fachada curva unifica las parcelas que ocupa el edificio, tanto las situadas en chaflán como las que no lo están, y en planta se genera una lógica geométrica propia e independiente del chaflán. Otros ejemplos son los retranqueos y los vuelos sucesivos de las fachadas en chaflán, que toman formas ortogonales y añaden la ventaja de que dirigen las ventanas para captar una luz específica sin que éstas se miren entre sí.